# Padoux

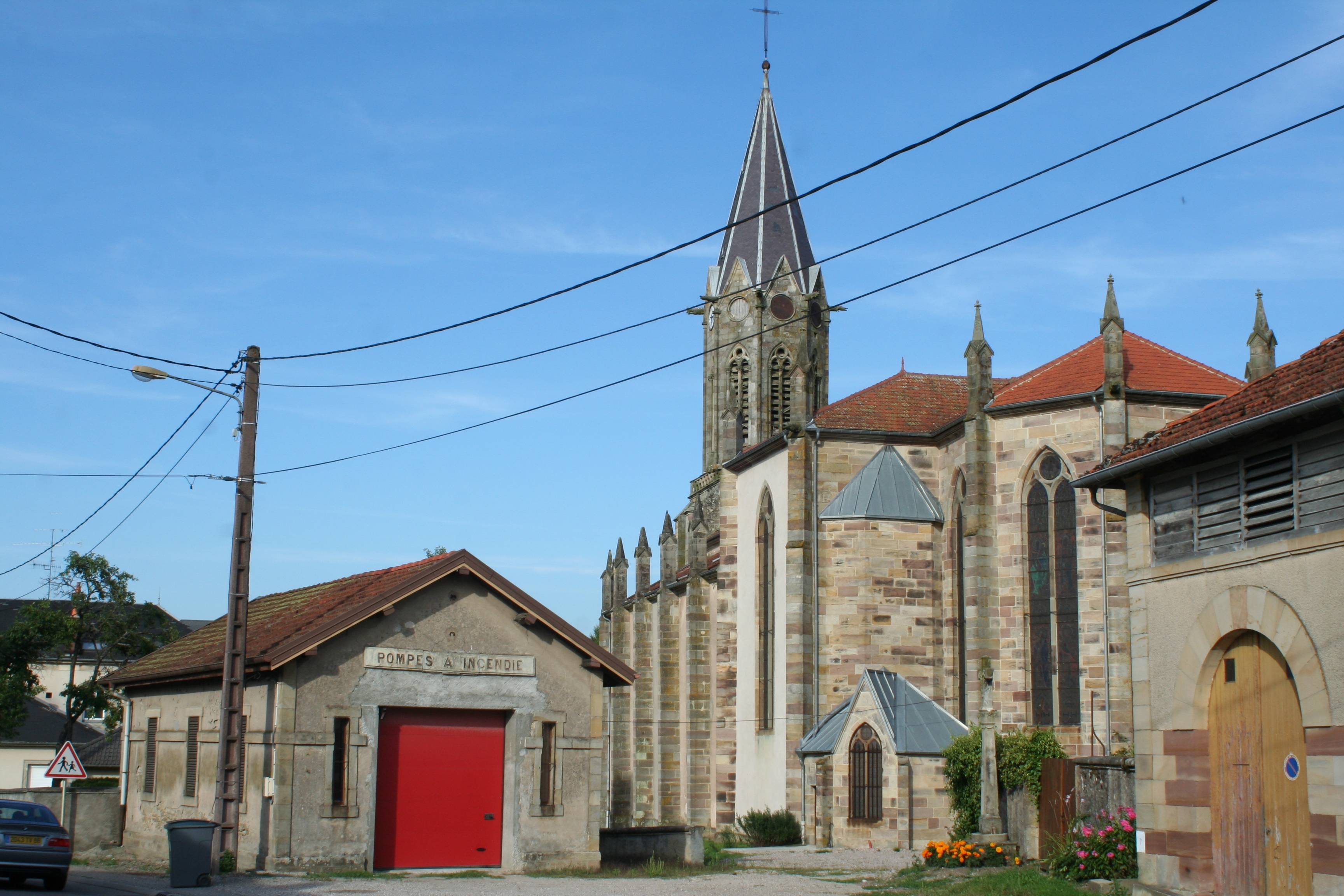
Kirche Sainte-Libaire und Feuerwehrhaus

Padoux [padu] ist eine französische Gemeinde mit 492 Einwohnern (Stand 1. Januar 2022) im Département Vosges in der Region Grand Est (bis 2015 Lothringen). Sie gehört zum Arrondissement Épinal und zum Gemeindeverband Épinal. Die Bewohner nennen sich Padoselliens.

## Geografie
Padoux liegt etwa neun Kilometer südwestlich von Rambervillers und ca. 17 Kilometer nordöstlich der Departements-Hauptstadt Épinal in flachwelligem Gelände zwischen den Flusstälern von Mosel und Mortagne. Die Hälfte des 19,35 km² umfassenden Gemeindeareales sind kommunaler Wald (Forêt de Padoux). Dieses Waldgebiet ist aber nur ein kleiner Teil des 100 km² messenden Forêt de Rambervillers. In Padoux entspringt der Padozel, ein linker Nebenfluss der Mortagne. Das Gelände ist nur schwach reliefiert; lediglich im bewaldeten Nordwesten zeigen sich Anhöhen von mehr als 300 m Meereshöhe. Mit 366 m wird hier im Haut de Bransémont der höchste Punkt in der Gemeinde erreicht. Nachbargemeinden von Padoux sind Moyemont und Romont im Norden, Bult im Nordosten, Destord im Osten, Girecourt-sur-Durbion im Südosten, Dompierre im Süden, Sercœur und Villoncourt im Südwesten sowie Badménil-aux-Bois im Nordwesten.

## Geschichte
Das Dorf Padoux (frühere Schreibweisen: Padua, Padoz) war wie die Nachbardörfer Pierrepont, Sainte-Hélène und Bult im Besitz des Kapitels von Saint-Dié. Die Rechte gingen dann durch Heirat an eine Filiale des Kapitels im zentraler gelegenen Dorf Destord über.
Im 17. Jahrhundert teilten sich mehrere Herrschaften Güter in Padoux, Bult und Vomécourt: das Kapitel von Saint Die, der Propst von Epinal sowie die Herren von Parroy und Lenoncourt.
Zwischen 1594 und 1710 war Padoux Teil der Vogtei der Vogesen, ab 1751 Teil der Vogtei von Châtel.
Mit der Bildung der Gemeinden kam Padoux 1793 zunächst zum Kanton Rambervillers.
Kirchlich war Padoux anfangs eine Filiale der Pfarrei in Deyvillers, wobei zwei Drittel des Zehnten an die Abtei Saint-Arnould in Metz fiel. Eine eigene Pfarrei erhielt Padoux erst 1848 mit dem Bau der Kirche Sainte-Libaire.
Das Rathaus- und Schulgebäude wurde im Jahr 1880 erbaut.
Um 1710 hatte das Dorf 61 Einwohner, während im Jahr 1866 die Bevölkerung mit 812 Einwohnern den bisherigen Höhepunkt erreichte.
Im Jahr 1940 wurde der französische Romancier, Dramatiker, Philosoph und Publizist Jean-Paul Sartre in Padoux von den Deutschen gefangen genommen.

### Bevölkerungsentwicklung
| Jahr      | 1962 | 1968 | 1975 | 1982 | 1990 | 1999 | 2006 | 2018 |
| Einwohner | 393  | 383  | 376  | 397  | 429  | 435  | 446  | 507  |

Im Jahr 1846 wurde mit 857 Bewohnern die bisher höchste Einwohnerzahl ermittelt. Die Zahlen basieren auf den Daten von cassini.ehess und INSEE.

## Sehenswürdigkeiten
- Kirche Sainte-Libaire, 1847 bis 1850 in neugotischem Stil erbaut, mit Kirchenorgel von Jean-Nicolas Jeanpierre aus den Jahren 1851–1853
- Lavoir (Waschhaus)
- Brunnen und Wegkreuze

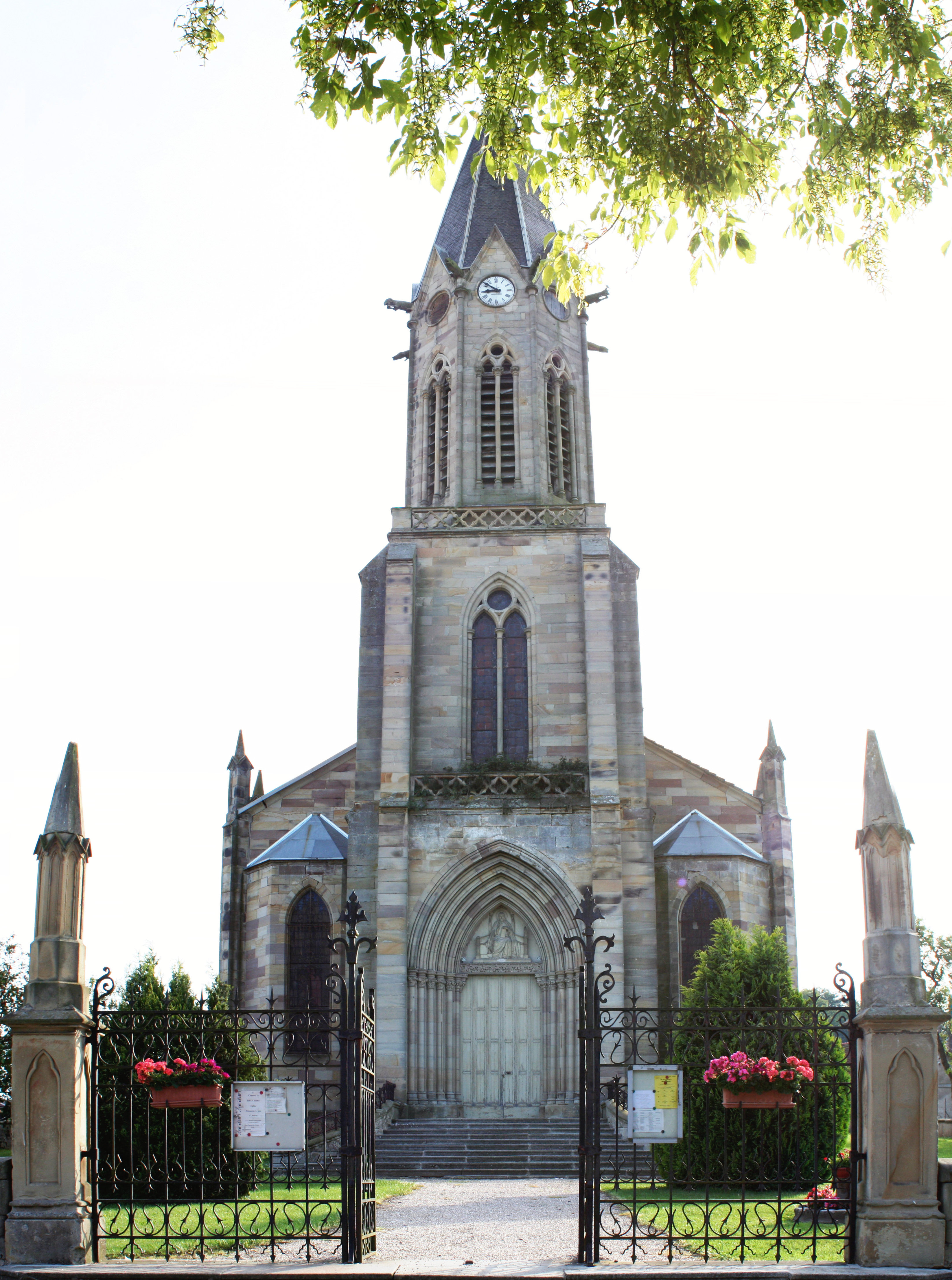
Kirche Sainte-Libaire
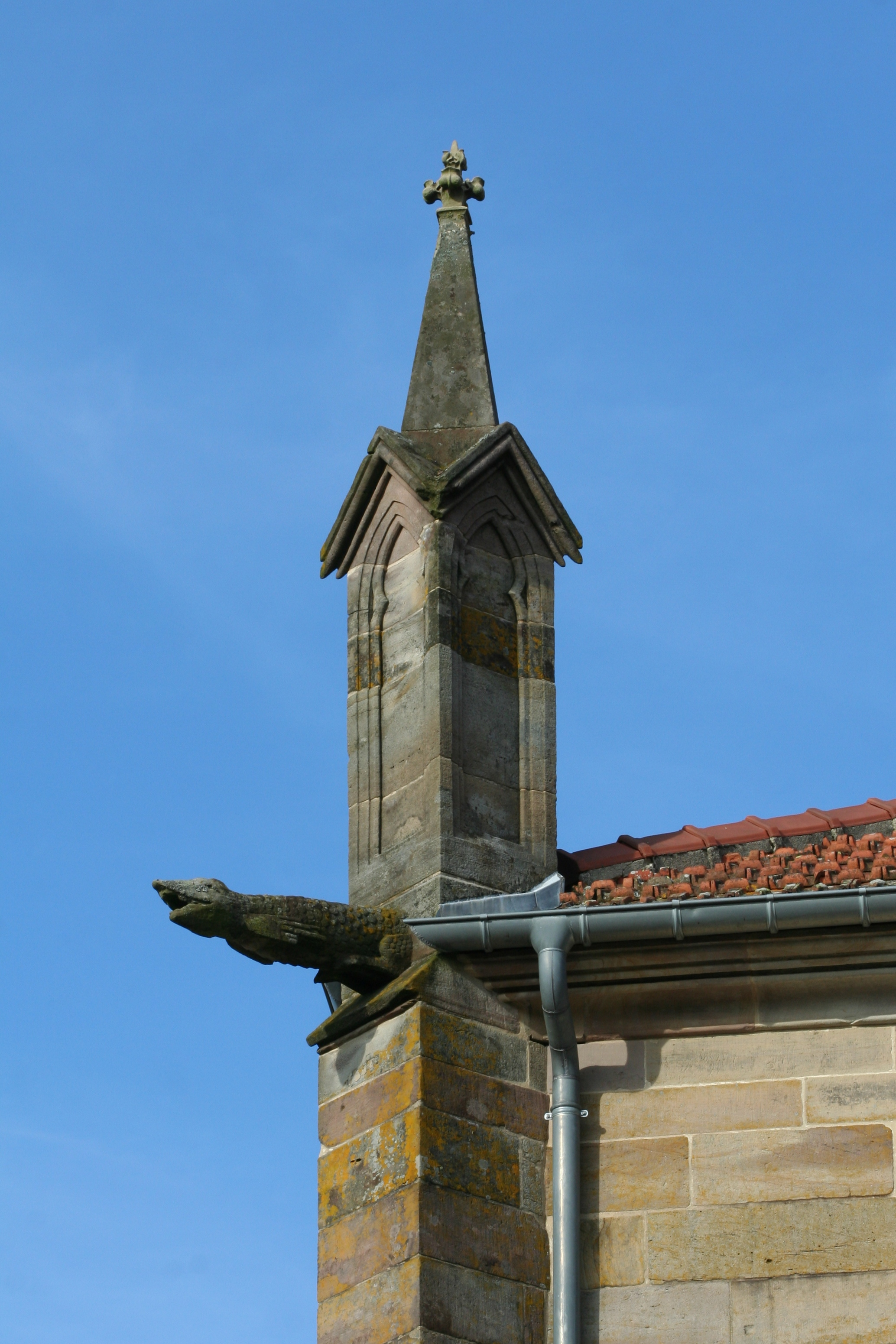
Wasserspeier an der Kirche
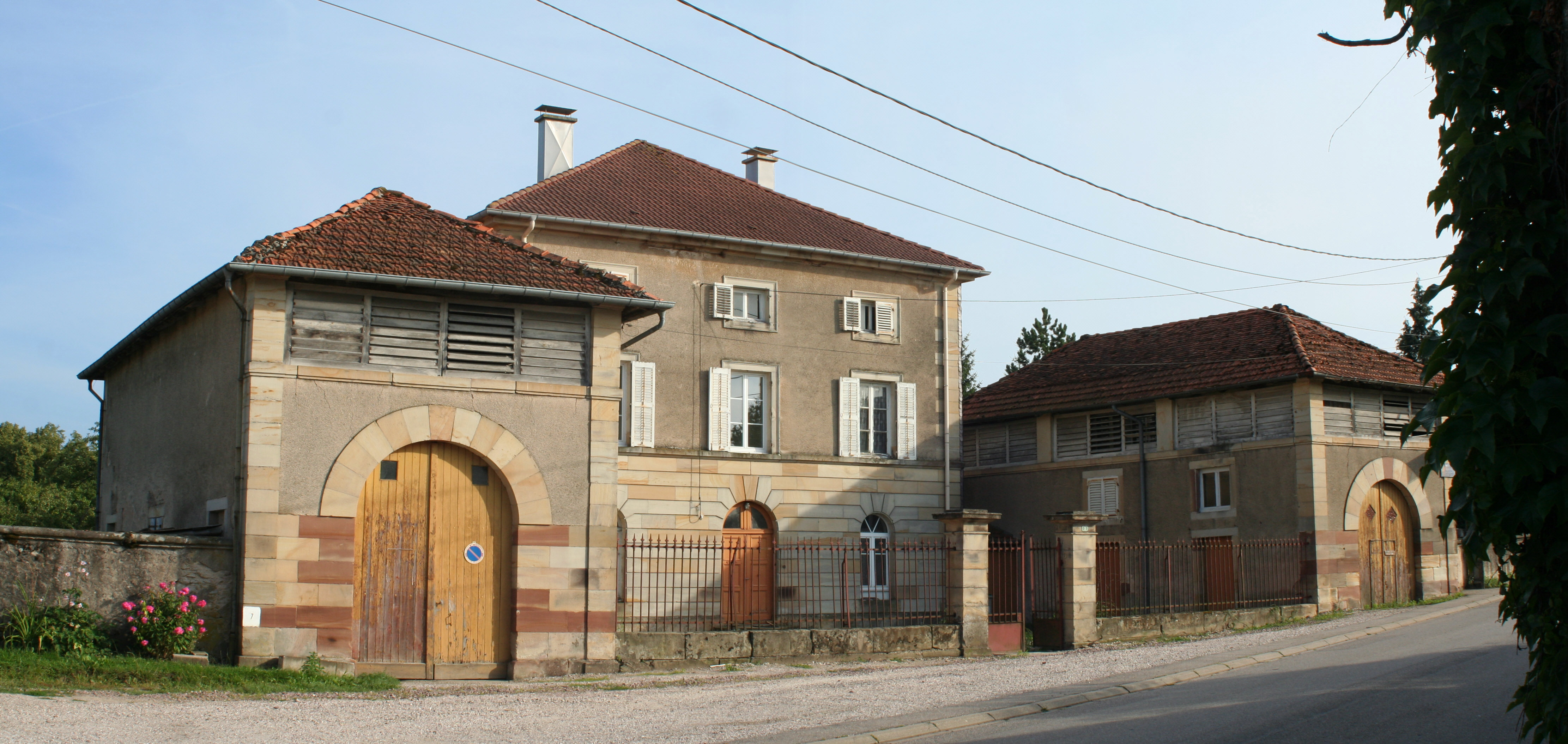
Presbyterium
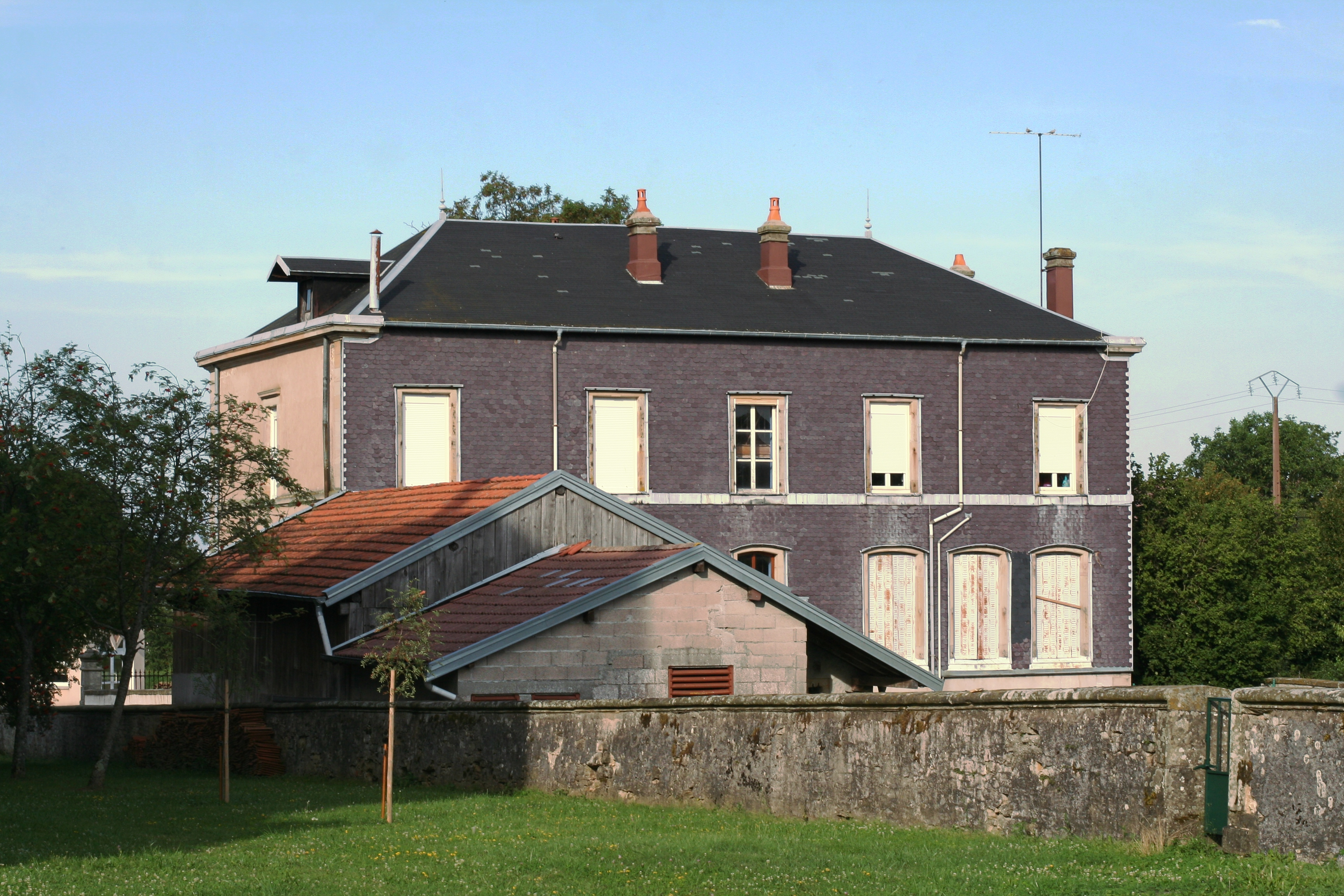
Ehemalige Mädchenschule

## Wirtschaft und Infrastruktur
In der Gemeinde Padoux sind acht Landwirtschaftsbetriebe ansässig (Getreideanbau, Milchviehhaltung, Gärtnerei).
Padoux liegt an der Fernstraße, die Épinal im Moseltal mit Rambervillers und Baccarat verbindet. Weitere Straßenverbindungen führen von Padoux nach Bult, Destord, Girecourt-sur-Durbion, Dompierre und Badménil-aux-Bois. Der nächste Anschluss an die autobahnähnlich ausgebaute N57 befindet sich in einer Entfernung von ungefähr 15 Kilometern.

## Belege
1. ↑  Padoux auf vosges-archives.com (Memento vom 4. März 2016 im Internet Archive) (PDF 200 kB); französisch; abgerufen am 1. August 2015
2. ↑  Padirac auf cassini.ehess
3. ↑  Padirac auf INSEE
4. ↑  Landwirtschaftsbetriebe auf annuaire-mairie.fr (französisch)